# Toyotomi Hidetsugu
Toyotomi Hidetsugu (豊臣秀次?   1568 - 20 de agosto de 1595) fue un sobrino y vasallo de Toyotomi Hideyoshi que vivió en las postrimerías del período Sengoku en el Japón del siglo XVI. Fue daimyō y kanpaku, también practicó el shudō y tuvo numerosos wakashū, entre estos Yamamoto Tonoma, Yamada Sanjuro y Fuwa Bansaku.
Fue hijo de la hermana mayor de Hideyoshi, pero fue adoptado por el clan Miyoshi y tomó el nombre de Miyoshi Nobuyoshi (三好信吉?). Posteriormente fue renombrado como Hashiba Hidetsugu (羽柴秀次?).
Luego del Incidente de Honnō-ji en junio de 1582, Hidetsugu recibió un feudo de 400 mil koku en la provincia de Ōmi por ser uno de los pocos parientes de Hideyoshi. Al ser nombrado general, Hidetsugu tuvo numerosas pérdidas en la Batalla de Nagakute en 1584 contra Tokugawa Ieyasu, pero colaboró en la invasión de Shikoku en 1585 y en el sitio de Odawara en 1590. También se le encargó el jōkamachi (castillo-pueblo) de Ōmihachiman.
En 1590 fue nombrado gobernador del Castillo Kiyosu en la provincia de Owari, donde Oda Nobukatsu había gobernado. En 1591, Hideyoshi perdió a su heredero legítimo Toyotomi Tsurumatsu y le dio a Hidetsugu la posición de kanpaku o regente del Emperador de Japón. Esto ocasionó que Hidetsugu debía acudir al Jurakudai en Kioto, resultando en un autonombrado "sistema dual de gobierno" (二元政治) coordinado por Hidetsugu y Hideyoshi, con la posibilidad de que Hidetsugu sucediera a Hideyoshi luego de su muerte. Cuando Hideyoshi estuvo ocupado durante la Guerra de los Siete Años en la península de Corea, Hidetsugu actuó en su lugar para manejar asuntos domésticos.
Sin embargo, en 1593, una consorte de Hideyoshi dio a luz a un nuevo heredero, Toyotomi Hideyori, y la relación entre Hidetsugu y Hideyori comenzó a deteriorarse, hasta el punto que había rumores de que Hidetsugu estaba pensando cometer un asesinato. En 1595, Hidetsugu fue acusado de planear un derrocamiento y se le ordenó a cometer el seppuku en el Monte Koya; junto con él murieron sus tres wakashu que también cometieron el seppuku.